# Luciopimelodus
Luciopimelodus is een monotypisch geslacht van straalvinnige vissen uit de familie van de antennemeervallen (Pimelodidae).

## Soort
- Luciopimelodus pati (Valenciennes, 1835)